# Santa Lúcia nos Jogos Olímpicos de Verão de 1996
Santa Lúcia participou dos Jogos Olímpicos de Verão de 1996 em Atlanta, Estados Unidos.